# 자호접
《자호접》(중국어: 紫蝴蝶)는 2003년에 개봉된 중국 영화이다.

## 출연
- 장쯔이 - 딩 후이 / 신시아
- 나카무라 토오루 - 이타미 히데히코
- 류예 - 스투
- 풍원정 - 시에밍
- 리빙빙 - 탕 이링

## 한국판 성우진(KBS)
- 은미 - 딩 후이 / 신시아(장쯔이)
- 유동균 - 이타미 히데히코(나카무라 토오루)
- 임채헌 - 스투(류예)
- 이윤선 - 시에밍(풍원정)
- 김지혜 - 탕 이링(리빙빙)
- 이장원 - 야마모토(야스오 카타야마) / 요시카와(금예) / 세탁소 청년(가호)
- 안경진 - 여관 주인(요코 마지마)
- 김혜주 - 일본인(미와 히키타) / 신문팔이 소년
- 유호한 - 레지스탕스 대원(손설암)
- 이미향 - 탕 이링의 친구(양양) / 서양인
- 곽윤상 - 가게 주인(요안렴) / 암살범(히로와다 오타케) / 우체부(하위)